# Lauro Clariana Ricart
Lauro Clariana Ricart (Barcelona, 3 de setembre de 1842 - Barcelona, 11 d'octubre de 1916), matemàtic i músic. Professor de la Facultat de Ciències de la Universitat de Barcelona.

## Biografia
Lauro Clariana Ricart va néixer al carrer del Carme de Barcelona el dia 3 de setembre de 1842, fill de Josep Clariana i Alguer i de la seva esposa Sebastiana Ricart i Serra, tots dos naturals de Reus. És al carrer del Carme, precisament, on s'instal·là l'any del seu naixement la Universitat de Barcelona al seu retorn de Cervera. Clariana començà els estudis primaris l'any 1849, en una de les escoles gratuïtes de l'Ajuntament de Barcelona. Hi estudià fins al curs 1855-56 i als catorze anys inicià els estudis d'Ensenyament Industrial Elemental a l'Escola Industrial. Procedent de família de músics, fou violinista i director d'orquestra.
L'any 1861, a causa de la mort del seu pare, ha de sol·licitar una beca a l'Ajuntament de Barcelona per poder acabar els estudis d'enginyeria Industrial, especialitat en Mecànica. A partir d'aquest mateix any comença la carrera docent fent substitucions en diverses càtedres, especialment la d'Estereotomia (o art de tallar pedres). Al mateix moment, es matricula a la Facultat de Ciències de la Universitat de Barcelona, a la Secció d'Exactes, a l'assignatura de Càlcul diferencial i integral, de la que obté la qualificació d'excel·lent.
Presenta el projecte de final de carrera per aconseguir el títol d'Enginyer Industrial el dia 13 d'octubre de 1862, amb el títol Imprenta mecánica donde puedan tirarse doce mil pliegos de marca mayor por hora con las disposiciones necesarias para imprimir a varias tintas en un mismo pliego. Treballa aixecant plànols, estudis i peritatges de ferrocarrils i altres projectes, sobretot a la província de Girona, treballs que aviat compaginarà amb la docència a escoles de Mataró i Terrassa.
L'any 1865 presenta una sol·licitud per ser admès a l'oposició de càtedra de Mecànica Industrial vacant a l'Instituto Provincial de Tarragona, amb la memòria Descripción general de motores de más uso en la industria, però no és acceptat, ja que encara no té 24 anys, l'edat requerida per exercir. L'octubre d'aquest any es casa amb Eulàlia Roca, amb qui tindrà set fills.
Clariana llegeix la tesi de doctorat a la Universitat de Barcelona l'any 1869, amb el títol Discurso sobre la Teoría general del movimiento en las máquinas desarrollado por D. Lauro Clariana en el ejercicio del doctorado correspondiente a la sección de Ciencias Exactas. L'any següent inicia la seva etapa tarragonina, en ser nomenat professor catedràtic numerari de Matemàtiques de l'Instituto de Segunda Enseñanza de Tarragona, ciutat en què resideix fins a l'any 1881.
A Tarragona és nomenat membre del tribunal d'oposicions per proveir vacants a diverses escoles i vocal de la Junta de Beneficència de la Província de Tarragona. A l'Ateneo Tarraconense de la Clase Obrera, imparteix classes gratuïtes de nocions de físicomatemàtiques aplicades a l'agricultura i a la indústria i xerrades agrícoles. És soci fundador de la Revista Ateneo Tarraconense de la Clase Obrera, en la que va publicar diversos articles. A Tarragona mateix aconsegueix que la Diputació de Tarragona li subvencioni l'edició de l'obra Tratado de cinemática pura, ja que és la primera d'aquesta classe que s'edita a Espanya.

### La càtedra a la Universitat de Barcelona i l'ingrés a la RACAB
A partir de 1875, Clariana viatja diversos cops a Madrid per prendre part en els processos de selecció per proveir càtedres vacants a la Universitat de València i a la de Barcelona, esforços que finalitzaran l'any 1881 amb el nomenament de catedràtic numerari de Cálculo Diferencial e Integral de la Facultat de Ciències de la Universitat de Barcelona, per la qual cosa es trasllada a Barcelona, la seva ciutat natal. A Barcelona tindrà dos àmbits d'activitat: la Universitat de Barcelona i la Reial Acadèmia de Ciències i Arts de Barcelona (RACAB).
Lauro Clariana ingressa a la RACAB el mes de novembre de 1883, després de ser proposat per Andrés Giró y Aranola i Josep Domènech Estapà per ocupar una plaça d'Acadèmic numerari amb destí a la Secció de Ciències Físicomatemàtiques. A l'acte d'ingrés, llegeix la memòria Varias consideraciones filosófico-matemáticas con relación a la idea de los entes infinitos. A la RACAB, Clariana serà escollit per a diferents càrrecs: l'any 1886, és nomenat Secretari de la Secció de Ciències Físicomatemàtiques; l'any 1895, és escollit Director de la Secció 1ª de Ciències Físicomatemàtiques pel bienni 1895-1896 i, aquest darrer any, és nomenat Vocal de la Comissió de publicacions; finalment, el mes de novembre de 1906, és escollit pel càrrec de Director de la Secció 1ª de Ciències Físicomatemàtiques pel bienni 1906 a 1908. L'any 1908, és nomenat vocal de la Junta Inspectora de l'Observatori Fabra. A la RACAB, llegeix nombrosos treballs, entre memòries i discursos inaugurals. És, també, a redós de la RACAB que llegeix la Impugnación a la resolución de la cuadratura del círculo presentada por D. Leoncio Agües i que defensa, junt amb altres membres, una dura crítica contra la quadratura del cercle proposada per L. Agües.
A més d'exercir a la Universitat de Barcelona, Clariana exerceix de docent a l'Escola Industrial, on és nomenat catedràtic interí de Cálculo Integral y de Variaciones i de Mecánica Racional. Al llarg de la seva vida, dona nombroses conferències, xerrades i lectures de memòries, estudis i informes. Amb coneixements musicals amplis, col·labora amb l'Associació Wagneriana de Barcelona, on desenvolupa el tema Armonías entre la Ciencia y la Música.
A la Universitat de Barcelona, on l'any 1894 llegeix la Oración Inaugural del curso 1894-1895 leida ante el Claustro de la Universidad de Barcelona, Clariana continua com a docent a la càtedra de Cálculo Diferencial e Integral. Al tombant del segle xx, proposa l'ampliació de les hores de classes pràctiques de l'assignatura de Càlcul infinitesimal, proposta que el rector desestima. Des de 1902 fins a 1907, porta de manera interina la càtedra de Cálculo Integral i l'any 1909 s'incorpora a l'assignatura de Complements al càlcul infinitesimal, després d'haver-se'n fet càrrec de manera voluntària.

### Una carrera docent molt perllongada
La seva carrera docent serà molt perllongada: a la ratlla dels setanta anys, l'any 1911, consta a la relació de professors i assignatures del curs 1911-1912 de la Facultat de Ciències com a professor de les assignatures Elements de càlcul infinitesimal, de periodicitat diària, i Complements de càlcul infinitesimal, impartida tres dies a la setmana. L'any 1912, malgrat ja tenir l'edat màxima per exercir la docència, Clariana demana permís al rector per continuar treballant, cosa que aconsegueix després de gestions i de passar revisió davant d'un tribunal mèdic que certifica, i així ho comunica al rector, que Clariana té el grau “aptitud física e intelectual” requerit per a la docència. El mateix s'esdevé l'any 1914 i, altre cop, a l'inici de l'any 1915, a Clariana se li permet continuar “en el Servicio activo de la enseñanza”.
La seva voluntat el porta encara a formar part del grup de professors de diverses facultats de la Universitat de Barcelona que programen, pel curs 1915-1916, cursos complementaris i d'investigació amb 130 lliçons de matrícula gratuïta. Clariana programa set sessions en l'apartat de Teorías de Análisis Matemático Superior amb el següent programa de sessions:
1. Consideraciones generales acerca de las matemáticas
2. Importancia de la cantidad compleja
3. Principio de Cauchy
4. Aplicaciones a las integrales de cantidad real
5. Funciones doblemente periódicas
6. Funciones elípticas
7. Superficies de Riemann

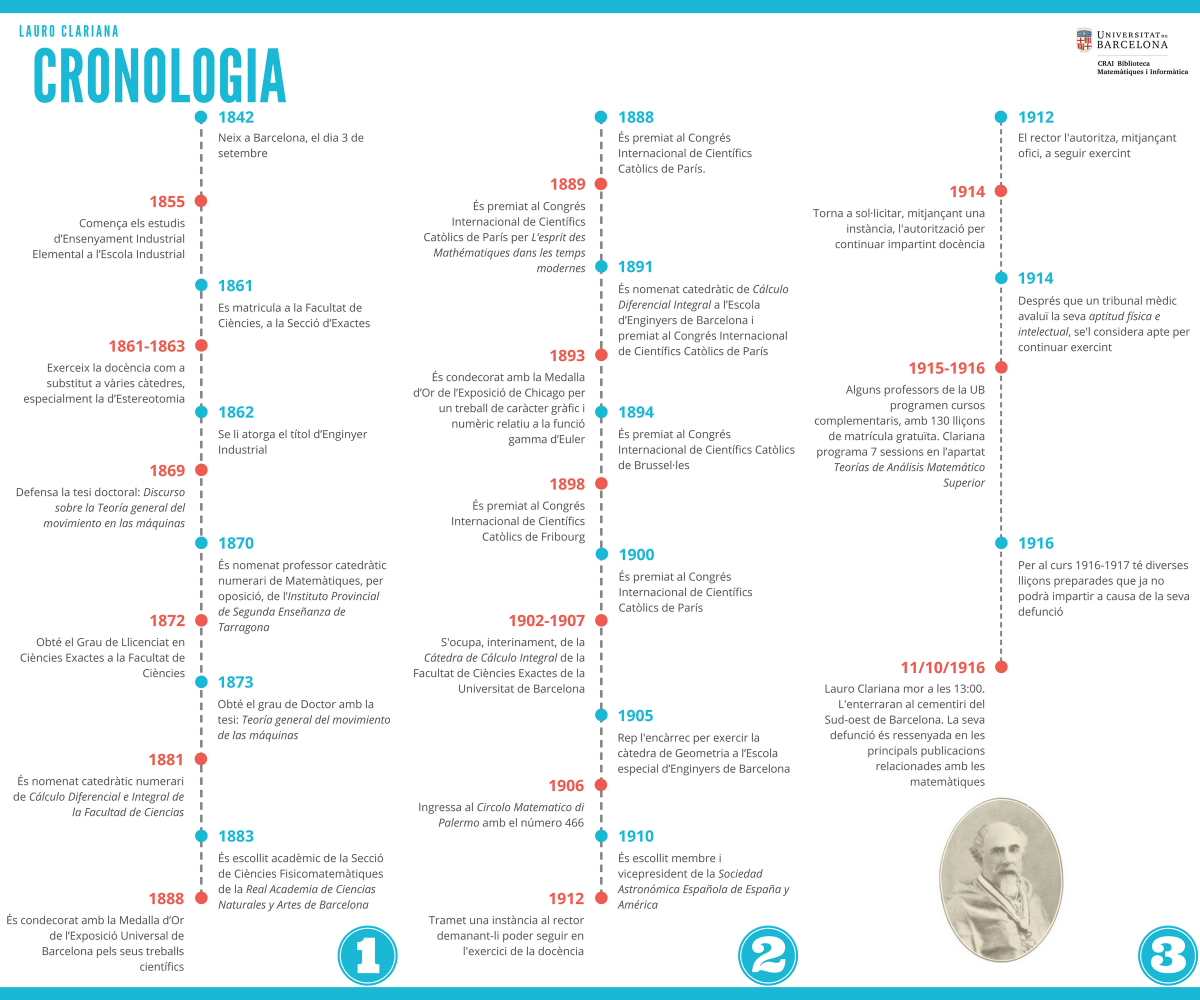
Cronologia abreujada de Lauro Clariana

A l'inici del curs 1916-1917, té diverses sessions preparades que ja pot impartir:
1. Conferencias filosóficas acerca de lo infinito
2. Controversias de lo infinito entre matemáticos
3. Superioridad del método Leibniziano respecto a los métodos designados bajo los nombres de agotamiento de los invisibles, de las cantidades que se desvanecen, de los límites y de las flexiones y Fuentes. Generación de la cantidad según lo indefinido
4. Importancia de las cantidades que difieren entre sí indefinidamente poco, base del cálculo diferencial e integral
5. Geometría infinitesimal aplicada a los triángulos y a las líneas en general
6. Verdadera interpretación de la cantidad infinitesimal en varios problemas de cálculo diferencial e integral

Lauro Clariana és un dels matemàtics del segle xix que tenen la docència com a principal activitat, però, alhora, és autor d'una àmplia producció, entre la que trobem escrits en els que intenta agermanar la matemàtica amb la filosofia, estudiant les relacions entre l'estètica i la ciència del càlcul, o aplicar la geometria a la música. Les seves opinions sempre es troben d'acord amb el seu catolicisme aferrissat.
Lauro Clariana Ricart mor a Barcelona el dia 11 d'octubre de 1916, a la 1h. de la tarda.

## Publicacions

### Monografies
- Algo referente á cierta clase especial de integrales singulares. Barcelona: Fidel Giró Impresor, 1911.
- Breve estudio crítico acerca de la matemática en el siglo XIX: memoria inaugural… [en línia]. Barcelona: A. López Robert, Impresor, 1900. [Consulta: 18 abril 2017] Disponible a: <https://bipadi.ub.edu/cdm/ref/collection/mategeo/id/12907>
- Complemento a los elementos de cálculos : curso 1892 á 1893. [Barcelona]: [s.n], 1892.
- Complemento a los elementos de cálculos : curso 1892 á 1893. Barcelona: Est. Tip. ed. De Juan Pons, 1893.
- Conceptos fundamentales de análisis matemático. Barcelona: Juan Gili, 1903.
- Ejercicios y problemas de geometría plana de suma utilidad para los institutos de segunda enseñanza y escuelas preparatorias : coleccionados y debidamente desarrollados. Atlas de los ejercicios de geometría plana. Barcelona: Librería de Luís Niubó, 1876.

- Estudio completo de una clase especial de integrales singulares. Madrid: Revista de la Real Academia de Ciencias Exactas, Físicas y Naturales de Madrid, 1910.
- Nociones de mecánica general de los fluidos. Barcelona: Publicaciones de la Asociación de Alumnos de la Escuela de Ingenieros Industriales, 1914.
- La nueva ciencia geométrica : controversia científica sobre la resolución dada á la cuadratura del círculo. Barcelona: J. Romá, 1897.
- Oración inaugural que en la solemne apertura del curso académico 1894 á 1895 leyó ante el Claustro de la Universidad de Barcelona el Doctor é ingeniero D. Lauro Clariana Ricart. Barcelona: Imprenta de Jaime Jepús y Roviralta, 1894. <http://hdl.handle.net/2445/3682>
- Programa correspondiente á los elementos de cálculo infinitesimal. Barcelona: 1914.
- Programa correspondiente á los elementos de cálculo infinitesimal. Barcelona: Imprenta de Francisco J. Altés, 1908.
- Programa de cálculos. Barcelona: Tipografía de la Casa P. de Caridad, 1893.
- Programa de complemento de cálculo infinitesimal [en línia]. Barcelona: Tip. Lit. De Juan Banach, [1914]. [Consulta: 18 abril 2017] Disponible a: <http://diposit.ub.edu/dspace/handle/2445/63310>.
- Programa de elementos de cálculo infinitesimal. Barcelona: Imprenta de la Casa Provincial de Caridad, 1902.
- Resumen de las lecciones de cálculo diferencial e integral : explicadas en la Universidad de Barcelona. Barcelona: [s.n.], 1885.
- Resumen de las lecciones de cálculo diferencial e integral : explicadas en la Universidad de Barcelona. Barcelona: [s.n.], 1892.
- Tratado de cinemática pura [en línia]. Tarragona: Puigrubí y Arís, 1879. [Consulta: 18 abril 2017] Disponible a: <https://bipadi.ub.edu/cdm/ref/collection/mategeo/id/15679>

### Contribucions i articles a publicacions periòdiques
- Algo más sobre una cuestión de geometría analítica. A: Crónica científica [en línia]. Barcelona: 1889, XII, pàg. 181-189. [Consulta: 18 abril 2017] Disponible a: <http://upcommons.upc.edu/handle/2099.4/1607>
- Aplicación a la mecánica de la fórmula de L. Dirichlet. A: El Progreso Matemático. Zaragoza: Imprenta de C. Ariño, 1900, Vol. II, Any II, Núm. 11, pàg. 179-185.
- Aplicación de la cantidad indefinidamente grande a las funciones elípticas. A: Memorias de la Real Academia de Ciencias y Artes de Barcelona. Barcelona: Establecimiento Tipográfico de A. López Robert, 1902, Tercera època, Vol. IV., Núm. 6, pàg. 75-82.
- Aplicación de las determinantes a la geometría. A: Crónica científica [en línia]. Barcelona: Redacción y Administración de la Crónica científica, 1879, II, pàg. 497-500. [Consulta: 18 abril 2017] Disponible a: <http://upcommons.upc.edu/handle/2099.4/1597>
- Aplicación de las determinantes a la resolución de las ecuaciones de cuarto grado. A: Crónica científica [en línia]. Barcelona: Redacción y Administración de la Crónica científica, 1880, III, pàg. 425-429. [Consulta: 18 abril 2017] Disponible a: <http://upcommons.upc.edu/handle/2099.4/1598>
- Aplicación de las integrales eulerianas. A: Crónica científica [en línia]. Barcelona: Redacción y Administración de la Crónica científica, 1885, VIII, pàg. 394-401. [Consulta: 18 abril 2017] Disponible a: <http://upcommons.upc.edu/handle/2099.4/1603>
- Aplicaciones de las determinantes a la trigonometría. A: Crónica científica [en línia]. Barcelona: Redacción y Administración de la Crónica científica, 1880, III, pàg. 201-204. [Consulta: 18 abril 2017] Disponible a: <http://upcommons.upc.edu/handle/2099.4/1598>
- Application de la géométrie analytique a la technie musicale. A: Comptes rendus du Troisième Congrès Scientifique International des Catholiques, Septième Section. Sciences Mathématiques et Naturelles. Bruxelles: Polleunis et Ceuterick Imprimeurs, 1895, pàg. 35-51.
- Armonía entre algunas líneas notables. A: Revista de la Sociedad Matemática Española. Madrid: Sociedad Matemática Española, 1912, núm. 10, pàg. 432-441.
- Armonías notables entre el álgebra y la trigonometría. A: Crónica científica [en línia]. Barcelona: Redacción y Administración de la Crónica científica, 1878, I, pàg. 265-270. [Consulta: 18 abril 2017] Disponible a: <http://upcommons.upc.edu/handle/2099.4/1596>
- Aspiraciones del corazón humano. A: El Ateneo Tarraconense de la Clase Obrera. Tarragona: Establecimiento Tipográfico de la Vda. e hijos de Tort, 1881, III (11), pàg. 4-5.

- Avance de la ciencia matemática en España. A: Congreso de la Asociación Española para el progreso de las ciencias, II, Sección 1ª Ciencias Matemáticas. Madrid: [Imprenta de Eduardo Arias], 1910, pàg. 99-102.
- Breves consideraciones sobre la aceleración central. A: Gaceta de matemáticas elementales. 1906, IV, pàg. 108-112.
- La ciencia. A: Crónica científica [en línia]. Barcelona: Redacción y Administración de la Crónica científica, 1879, II, pàg. 248-252. [Consulta: 18 abril 2017] Disponible a: <http://upcommons.upc.edu/handle/2099.4/1597>
- Concepto verdadero de cantidad. A: Crónica científica [en línia]. Barcelona: Redacción y Administración de la Crónica científica, 1882, V, pàg. 25-28. [Consulta: 18 abril 2017] Disponible a: <http://upcommons.upc.edu/handle/2099.4/1600>
- Covariantes pares de una forma binaria cualquiera. A: Crónica científica [en línia]. Barcelona: 1886, IX, pàg. 65-67. [Consulta: 18 abril 2017] Disponible a: <http://upcommons.upc.edu/handle/2099.4/1604>
- Cuaternions. A: Crónica científica [en línia]. 1886, IX, pàg. 233-234. [Consulta: 18 abril 2017] Disponible a: <http://upcommons.upc.edu/handle/2099.4/1604>
- Una cuestión de geometría analítica. A: Crónica científica [en línia]. Barcelona: 1889, XII, pàg. 85-88. [Consulta: 18 abril 2017] Disponible a: <http://upcommons.upc.edu/handle/2099.4/1607>
- Demostración de la fórmula elíptica de Legendre. A: Revista trimestral de matemáticas. [Zaragoza]: [s.n.], 1901, pàg. 5-11.
- [Dictamen sobre el libro Las doce reglas del entero] : extracto de sesiones. A: Boletín de la Real Academia de Ciencias y Artes de Barcelona. Barcelona: 1893, Tercera època, Any I, Vol. 1, núm. 6. Pàg. 114.
- Ecuación de Riccati. A: Crónica científica [en línia]. Barcelona: 1891, XIV, pàg. 145-151. [Consulta: 18 abril 2017] Disponible a: <http://upcommons.upc.edu/handle/2099.4/1609>

- L'esprit des Mathématiques dans les temps modernes. A: Compte rendu du Congrès Scientifique International des Catholiques. Cinquième Section, Sciences Naturelles. París: Imprenta Bureaux des annales de Philosophie Chrétienne, 1889, pàg. 501-13. Memòria premiada.
- Estudio de la integral $\int_0^\infty \frac {x^{a-1}} {1+x} dx$ siendo $a \textless 1$. A: Crónica científica [en línia]. Barcelona: 1892, XV, pàg. 97-103. [Consulta: 18 abril 2017] Disponible a: <[enllaç sense format] http://upcommons.upc.edu/handle/2099.4/1610>
- Estudio de las ecuaciones entre derivadas parciales de cuarto orden con dos variables independientes. A: Revista Trimestral de Matemáticas. Zaragoza: Tip. Vda. de Ariño, 1904, Anys III-IV.
- Estudios del factor que convierte en integrable una ecuación diferencial de primer orden. A: Crónica científica [en línia]. Barcelona: 1888, XI, pàg. 73-83. [Consulta: 18 abril 2017] Disponible a: <http://upcommons.upc.edu/handle/2099.4/1606>
- Filosofía de la aritmética. A: El Ateneo Tarraconense de la Clase Obrera. Tarragona: Establecimiento Tipográfico de Tort y Cusidó, 1879, I (6), pàg. 4-6.
- Las formas geométricas pertenecientes a la Astronomía. A: Sociedad Astronómica de España y América. Any IV, Núm. 33, pàg. 26 i 29.
- Funciones elípticas. A: Crónica científica [en línia]. Barcelona: 1892, XV, pàg. 321-338. [Consulta: 18 abril 2017] Disponible a: <http://upcommons.upc.edu/handle/2099.4/1610>
- Generalidades y aplicación de la curvas unicursales. A: Memorias de la Real Academia de Ciencias y Artes de Barcelona. Barcelona: A. López Robert, 1909, Tercera època, VII (16), pàg. 589-617.
- Generalización de los polinomios de Legendre. A: Boletín de la Real Academia de Ciencias y Artes de Barcelona. Barcelona: A. López Robert Impresor, 1892, Tercera època, Any I, Vol. 1, núm. 4, pàg: 73-88.
- Geometría del porvenir. A: Crónica científica [en línia]. Barcelona: 1889, XII, pàg. 125-129. [Consulta: 18 abril 2017] Disponible a: <http://upcommons.upc.edu/handle/2099.4/1607>
- Importancia de ciertas funciones para obtener directa y fácilmente muchas integrales de aplicación á la mecánica racional. A: Memorias de la Real Academia de Ciencias y Artes de Barcelona. Barcelona: A. López Robert, 1904, Tercera època, IV (37), pàg. 491-508.
- Importancia de la matemática como modelo de belleza científica, fundamento de la astronomía y medio poderoso para recabar la verdadera cultura social. A: Revista de la Sociedad Astronómica de España y América. Barcelona: Fidel Giró Impresor, 1913, Any III, Núm. 26, pàg. 89-92.

- Importancia de las formas congéneres en la matemática. A: El Progreso Matemático. Zaragoza: Imprenta de C. Ariño, 1891, I (8), pàg. 203-205.
- Importancia del método Leibnitziano. A: Crónica científica [en línia]. Barcelona: Redacción y Administración de la Crónica científica, 1878, I, pàg. 169-171. [Consulta: 18 abril 2017] Disponible a: <http://upcommons.upc.edu/handle/2099.4/1596>
- Influence du Monde Réel et du Monde Idéal dans l'analyse inifinitésimale. A: Comptes rendus du Congrès Scientifique International des Catholiques, Septième Section. Sciences Mathématiques et Naturelles. París: Alphonse Picard Editeur, 1891, pàg. 74-88.
- Integración de una ecuación diferencial. A: Crónica científica [en línia]. Barcelona: 1887, X, pàg. 433-434. [Consulta: 18 abril 2017] Disponible a: <http://upcommons.upc.edu/handle/2099.4/1605>
- Integral de la ecuación diferencial siguiente: $\frac {d^2y} {dz^2} + 2z \frac {dy}{dz} + z^2 y = 0$. A: El Progreso Matemático. Zaragoza: 1900, II (12), pàg. 245-248.
- Integrales logarítmico-circulares. A: Gaceta de Matemáticas. Madrid: Imprenta Eduardo Arias, 1906, Vol. IV, Núm. 6, pàg. 187-202.
- Introducción al estudio de las integrales eulerianas. A: El Progreso Matemático. Zaragoza: Imprenta de C. Ariño, 1892, II (19), pàg. 190-195.
- Leves apuntes acerca del infinito matemático. A: Crónica científica [en línia]. Barcelona: Redacción y Administración de la Crónica científica, 1878, I, pàg. 313-317. [Consulta: 18 abril 2017] Disponible a: <http://upcommons.upc.edu/handle/2099.4/1596>
- Memoria inaugural leída en la noche del 10 de noviembre por D. Lauro Clariana y Ricart en la Real Academia de Ciencias Naturales y Artes de Barcelona en el año académico de 1888 á 1889. Barcelona: Establecimiento Tipográfico-Editorial La Academia, 1889. <http://mdc.cbuc.cat/cdm/ref/collection/fulletsAB/id/20977>
- La metafísica del cálculo. A: Memoria leída en la sesión del 24 de octubre de 1908, Congreso de Zaragoza, II, Sección 1ª Ciencias Matemáticas. Madrid: [Asociación Española para el Progreso de las Ciencias] (Imprenta de E. Arias), 1908, pàg. 219-228.
- El mundo sideral. A: El Ateneo Tarraconense de la Clase Obrera. Tarragona: Establecimiento Tipográfico de Tort y Cusidó, 1879, I (1), pàg. 4-6.
- Necesidad de hermanar la matemática con la filosofía. A: Gaceta de matemáticas elementales. Madrid: Eduardo Arias, 1903, I (s. 2, 4, 7 y 8, pág. 67-68, 87-92, 180-182, 199-200).
- Necrología de D. José Mª Carballo y Cebolla. A: Memorias de la Real Academia de Ciencias y Artes de Barcelona. Barcelona: A. López Robert, 1909, Tercera època, v. 7, núm. 8, pàg. 409-418.
- Nociones de filosofía matemática. A: Crónica científica [en línia]. Barcelona: Redacción y Administración de la Crónica científica, 1878, I, pàg. 481-487 i 505-511. [Consulta: 18 abril 2017] Disponible a: <http://upcommons.upc.edu/handle/2099.4/1596>
- Nociones de trigonometría general. A: Crónica científica [en línia]. Barcelona: 1884, VII, pàg. 193-200. [Consulta: 18 abril 2017] Disponible a: <http://upcommons.upc.edu/handle/2099.4/1602>

- Nuevo procedimiento para determinar la integral de $x\frac {d^2y} {dx^2} + 2n \frac {dy}{dx}-m^2 xy = 0$. A: Revista Trimestral de Matemáticas. Zaragoza, 1901, I (2), pàg. 33-39.
- Nuevo procedimiento para la determinación del área correspondiente a la curva pseudo-astroide. A: Revista de la Sociedad Matemática Española. Madrid: Sociedad Matemática Española, 1914, IV, pàg. 5-7.
- Nuevos puntos de vista en matemáticas. A: El Progreso Matemático. Zaragoza: 1892, II (23), pàg. 328-332.
- Origen de la curva pseudo-astroide. A: Revista de la Sociedad Matemática Española. Madrid: Sociedad Matemática Española, 1914, Any 3, núm. 28, pàg. 225-247.
- Principios fundamentales referentes a los grupos de Fuchs. A: El Progreso Matemático. Zaragoza: 1894, IV, pàg. 99-100, 129-132, 193-195, 269-274.
- Puntos umbilicales del elipsoide A: Crónica científica [en línia]. Barcelona: Redacción y Administración de la Crónica científica, 1880, III, pàg. 521-524 [Consulta: 18 abril 2017] Disponible a: < http://upcommons.upc.edu/handle/2099.4/1598>
- Rápida excursión a las altas regiones del análisis matemático. A: Memorias de la Real Academia de Ciencias y Artes de Barcelona. Barcelona: Sobs. López Robert, 1913, Tercera època, vol. 10, núm. 20, pàg. 375-385.
- Relación entre las dos integrales eulerianas. A: Crónica científica [en línia]. Barcelona: Redacción y Administración de la Crónica científica, 1881, IV, pàg. 209-211. [Consulta: 18 abril 2017] Disponible a: <http://upcommons.upc.edu/handle/2099.4/1599>
- Secciones torales con aplicación a la lemniscata de Bernoulli. A: Revista de la Sociedad Matemática Española. Madrid: Sociedad Matemática Española, 1913, any II, núm. 17, pàg. 223-231, 255-261.
- Sobre el espíritu de las matemáticas en los tiempos modernos : Memoria premiada por el Congreso Internacional de Católicos de París. A: Crónica Científica [en línia]. Barcelona: Administración de la Crónica Científica, 1890, XIII, pàg. 53-62. [Consulta: 18 abril 2017] Disponible a: < http://upcommons.upc.edu/handle/2099.4/1608>
- Sobre un libro titulado "Origen y propiedades de las funciones elípticas". A: Boletín de la Real Academia de Ciencias y Artes de Barcelona. Barcelona: A. López Robert Impresor, 1892, Tercera època, Any I, Vol. 1, núm. 2, pàg. 36-37.
- Superficie apsidal del elipsoide. A: Boletín de la Asociación Nacional de Ingenieros Industriales, XV (15), 1894, pàg. 449-455.
- Superficie del elipsoide de revolución, con relación á las integrales elípticas. A: Revista Trimestral de Matemáticas. Zaragoza, 1901, pàg. 113-119.

- Sur la variabilité. A: Comptes rendus du Quatrième Congrès Scientifique International des Catholiques, Troisième Section. Sciences Philosophiques. Fribourg: Imprimerie et Librairie de l'Oeuvre de Saint Paul, 1898, pàg. 72-79.
- Triángulo cónico de igual parámetro. A: Crónica científica [en línia]. Barcelona: 1887, X, pàg. 73-76. [Consulta: 18 abril 2017] Disponible a: <http://upcommons.upc.edu/handle/2099.4/1605>
- Trilogía humana según la matemática moderna. A: Congrès scientifique international des catholiques. Akten des Fünften Internationalen Kongresses Katholischer Gelehren II Section Philosophie. Múnic: Herder, 1901, pàg. 206.

### Altres publicacions
- Análisis matemático 1 y 2 curso. Memoria de traslado a la Cátedra de Análisis matemático 1 y 2 curso de la Universidad de Barcelona, 1880. Inèdit
- Aritmética mercantil y teneduría de libros. Memoria de oposición a la Cátedra de Aritmética mercantil y teneduría de libros del Instituto de Barcelona, 1877. Inèdit
- Complemento álgebra, geometría i trigonometría rectilínea y esférica/Geometría analítica de dos y tres dimensiones. Memoria de oposición a la Cátedra de Complemento álgebra, geometría i trigonometría rectilínea y esférica/Geometría analítica de dos y tres dimensiones de la Facultad de Ciencias Exactas de la Universidad de Valencia, 1876. Inèdit
- Contestación a la nota sobre el teorema de Pappus presentada por el Académico Dr. D. Santiago Mundi, por el Académico Numerario Dr. D. Lauro Clariana y Ricart. Reial Acadèmia de Ciències i Arts de Barcelona. Inèdit
- Cuestionario de ejercicios prácticos correspondientes á la asignatura de Elementos de Cálculo Infinitesimal. Barcelona, 1900.
- Cuestionario de examen correspondiente á la asignatura de Cálculos : curso 1899-1900. [Barcelona], 1899.
- Deducir fórmulas del radio, apotema, área y volumen de cada uno de los poliedros regulares en función de su arista. Memoria de oposición a la Cátedra de Matemáticas del Instituto Nacional de Segunda Enseñanza de Valencia-Albacete-Játiva, 1869. Inèdit
- Descripción general de los motores de más uso en la industria. Memoria de oposición a la Cátedra de Mecánica Industrial del Instituto Nacional de Segunda Enseñanza de Tarragona, 1865. Inèdit
- Discurso sobre la Teoría general del movimiento en las máquinas : desarrollado por D. Lauro Clariana en el ejercicio del doctorado correspondiente a la sección de Ciencias exactas [en línia]. 1873. [Consulta: 18 abril 2017] Disponible a: <http://diposit.ub.edu/dspace/handle/2445/101323>
- Elementos de matemática astronómica. Síntesi de l'obra: Elementos de matemática astronómica, ofrecida a la Real Academia de Ciencias y Artes de Barcelona para las clases de Astronomía impartidas en el centro, 1896. Inèdit
- Euler y sus obras : memoria leída en la Real Academia de Ciencias y Artes de Barcelona. A: Memorias de la Real Academia de Ciencias y Artes de Barcelona. Barcelona: Real Academia de Ciencias y Artes de Barcelona, 1893. Preprint
- Funciones matemáticas. Mención honorífica de la Real Academia de Ciencias Exactas, Físicas y Naturales de Madrid, 1887. Inèdit
- Hallar por el método elemental y por medio ..., 1872. Inèdit
- Harmonías entre la ciencia y la música. A: Associació Wagneriana, XXV Conferencias. Barcelona: Associació Wagneriana, 1905, pàg. 353-375.

- Impugnación a la resolución de la cuadratura del círculo presentada por D. Leoncio Agües. Reial Acadèmia de Ciències i Arts de Barcelona, 1885. Inèdit
- Informe sobre la obra Hispanie Schola Música Sacra de Felipe Pedrell, 1894. Inèdit
- Memoria sobre el espíritu matemático de los tiempos modernos, 1886. Inèdit
- Tabla de logaritmos. Treball Premiat. Exposició Internacional de Chicago. Inèdit
- Teoría de las líneas proporcionales. Memoria de oposición a la Cátedra de Matemáticas del Instituto Nacional de Segunda Enseñanza de Tarragona, 1869. Inèdit
- Varias consideraciones filosófico-matemáticas con relación a la idea de los entes infinitos. Discurso de recepción en la Real Academia de Ciencias Naturales y Artes de Barcelona, 1884. Inèdit